# Kārīz-e Bālā
Kārīz-e Bālā (persiska: کاریز بالا) är en ort i Iran.   Den ligger i provinsen Khorasan, i den nordöstra delen av landet, 700 km öster om huvudstaden Teheran. Kārīz-e Bālā ligger 1 376 meter över havet och antalet invånare är 537.
Terrängen runt Kārīz-e Bālā är platt västerut, men österut är den kuperad.Runt Kārīz-e Bālā är det ganska glesbefolkat, med 25 invånare per kvadratkilometer. Närmaste större samhälle är Kalāteh-ye Zanganeh, 7,4 km väster om Kārīz-e Bālā. Omgivningarna runt Kārīz-e Bālā är i huvudsak ett öppet busklandskap.